# Pałac w Gniechowicach
Pałac w Gniechowicach – zabytkowy pałac we wsi Gniechowice.

## Historia
Początkowo dwór, wzmiankowany w 1582 r., został odbudowany w 1649 r. jako trzykondygnacyjna wieża mieszkalna. 
Obecny barokowy pałac przebudowany w 1843 i 1861 r. nakryty jest mansardowym dachem z lukarnami. Zabytek jest częścią zespołu pałacowego, w skład którego wchodzi jeszcze park, założony na drugim brzegu rzeki Czarna Woda przepływającej przez wieś.